# Eugenio di Ardstraw
Eugenio (fl. VII secolo) è ritenuto il primo vescovo di Ardstraw. Il suo culto come santo è stato confermato da papa Leone XIII nel 1902.

## Biografia
Secondo una  Vita tarda e leggendaria, era originario del Leinster: suo padre era Cainneach, della stirpe reale di Lóegaire Lorc, e sua madre Muindecha, dei Mugdorni. Ancora fanciullo, fu rapito dai pirati e condotto in Britannia e poi in Bretagna, dove fu venduto come schiavo. Liberato miracolosamente, tornò in patria e studiò presso il monastero di Rosnat.
Fondò il monastero di Kilnamanagh e dopo alcuni anni si trasferì con alcuni compagni nell'Irlanda del Nord, stabilendosi ad Ardstraw: fu il primo vescovo del luogo.

## Il culto
Papa Leone XIII, con decreto del 19 giugno 1902, ne confermò il culto con il titolo di santo.
Il suo elogio si legge nel martirologio romano al 23 agosto.